# Gottlob Samuel Mohn
Gottlob Samuel Mohn (* 4. Dezember 1789 in Weißenfels; † 2. November 1825 in Laxenburg) war ein deutscher Glasmaler und Emailleur. 

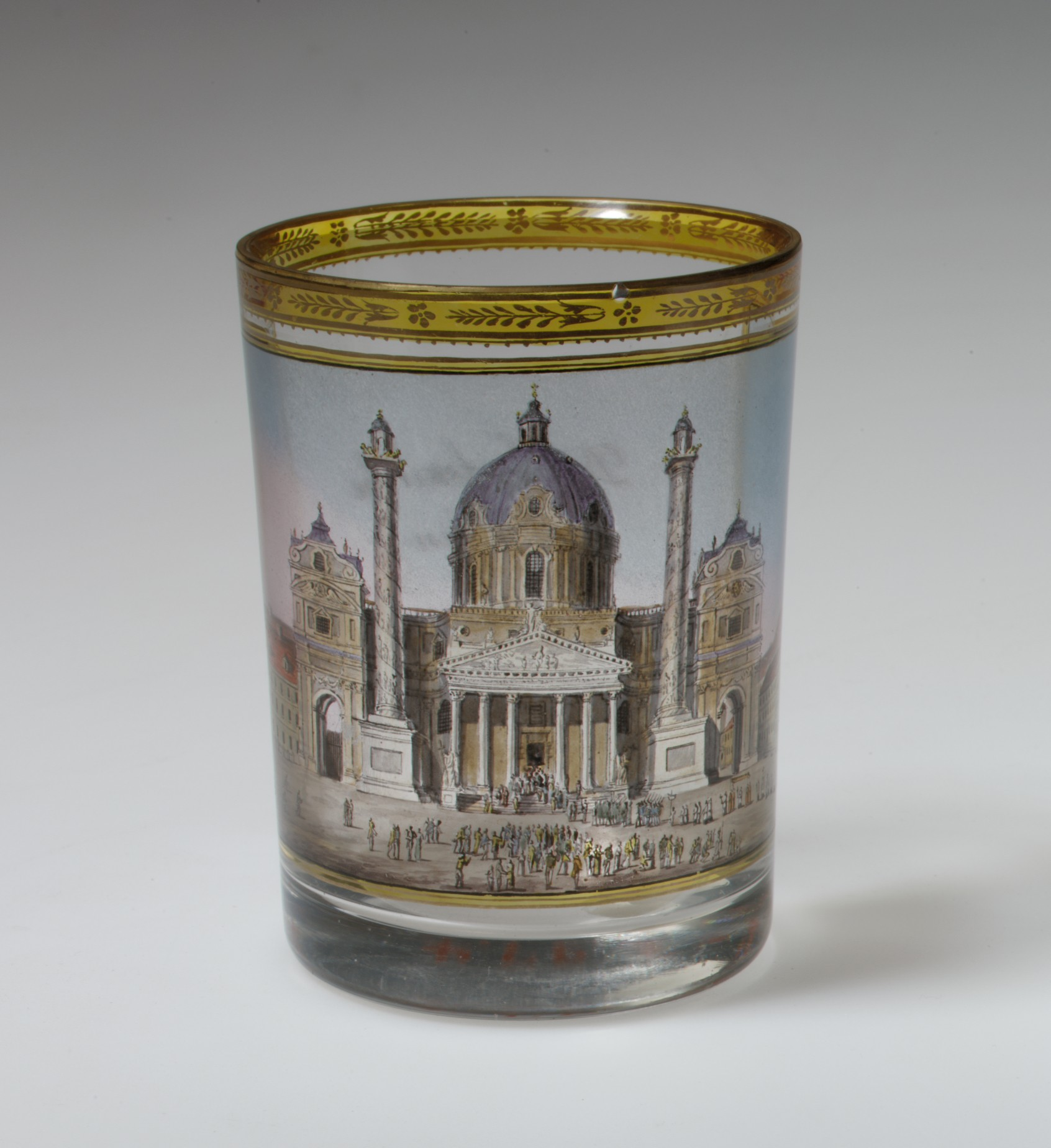
Becher Karlskirche

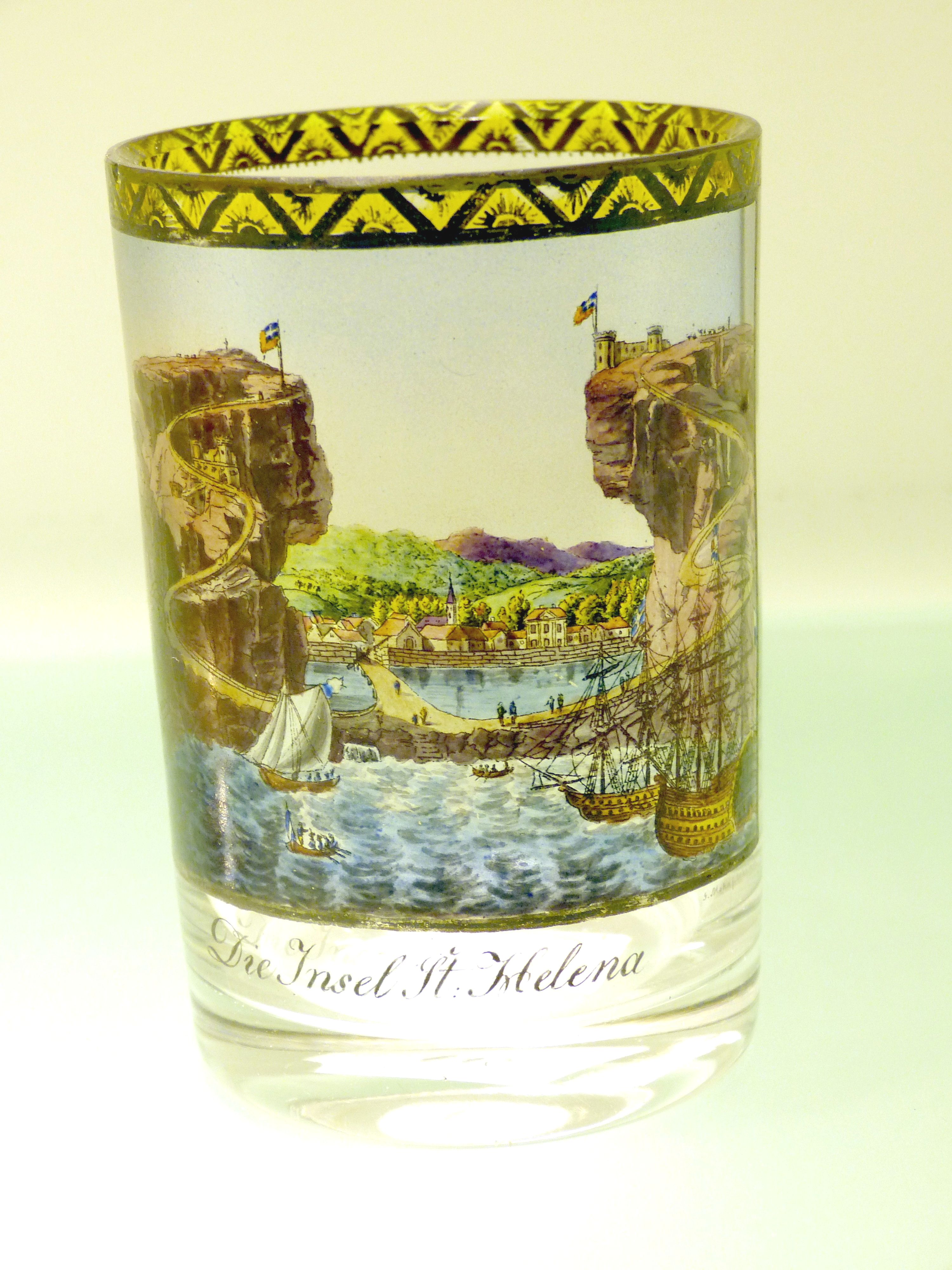
Becher St.Helena

## Leben
Gottlob Samuel Mohn besuchte die Gymnasien in Halle, Berlin und Stettin. Im Jahr 1805 war er Schüler beim Chemiker Martin Heinrich Klaproth. Seine künstlerische Ausbildung erhielt er vom Vater Samuel Mohn in der Zeit von 1807 bis 1808. Aus jener Zeit existiert im Museum für Kunst und Kunstgewerbe in Halle eine bemalte Silhouettentasse. In der Werkstatt seines Vaters entstanden Hohlgläser mit transparenten Landschaften und Städteansichten. Anschließend folgte Unterricht im Fach Zeichnen bei Julius Schnorr von Carolsfeld in Leipzig. Im Jahr 1810 absolvierte er ein Studium an der Dresdner Kunstakademie bei Christian August Lindner. Im Jahr 1811 siedelte er nach Wien über und arbeitete für Kaiser Franz, Erzherzog Ferdinand und für die Wiener Kirchen. Seine Reise und Unterhalt wurden vom Herzog Albert von Sachsen-Teschen finanziell gefördert.
Am Wiener Polytechnischen Institut studierte er weiter und experimentierte in der Glashütte von Türnitz mit verschiedenen Farbmischungen. Mit dem bekannten Glasmaler Anton Kothgasser war er befreundet. Seine Trinkgläser zeigen bemalte Veduten der Kaiserstadt, des Stephansdoms, der Karlskirche, des Michaelerplatzes und der Kärntner Straße, aber auch aus der Umgebung von Wien wie Heiligenstadt und Laxenburg. Gemäß seiner deutschen Tradition entstanden auch Werke mit Motiven aus Deutschland, wie Ansichten vom Berliner Schloss, dem Brandenburger Tor, der Stadtsilhouette von Dresden, des Dresdner Zwingers, Schloss Moritzburg und weitere. Um 1816 bemalte er einen Pokal mit dem Motiv der Völkerschlacht bei Leipzig.
Im Jahr 1824 wurde er zum Kaiserlichen Schlossmaler berufen. Die Bemalung von geschliffenen Gläsern ergänzte sein künstlerisches Können. Die Gläser mit reichem Schliffdekor waren in dieser Zeit sehr gefragt. Um 1820 verlegte er sich auf die Tafelglasmalerei. So entstanden Wappenfenster, Landschaften und Städteansichten auf Tafelglas.  Beliebte Bemalungen waren auch das Panorama der Insel St. Helena, Napoleons Verbannungsort. Auch exakte topographischen Bemalungen mit Symbolen oder belebte Szenen auf Gläsern wie Ernteeinbringungen oder Hirschjagden stammen von ihm.

## Werke
- 1806: Wappenfenster im Helenenmausoleum, Ludwigslust.
- 1813: Fensterbemalung in der Franzensburg, Laxenburg.
- 1815 bis 1816: Wappenfenster und Fenster auf Schloss Brandhof.
- 1815 bis 1820: 13 Stück Pokale mit Ansichten niederösterreichischen und burgenländischen Schlösser und Burgen Wildensteiner Ritterschaft
- 1816: Fensterbemalung in der Fürstlischen Orsini-Rosenberg‘schen Gruftkapelle in Pfannsdorf in Kärnten
- 1820: Fensterbemalung für die Kirche Mariä in Stiegen.
- um 1820: 12 Stück Almanachbecher mit minutiös gemalten Jahreskalender auf den Außenwandunge. Drei Exemplare noch erhalten.
- 1822: Fensterbemalung für die Ruprechtskirche in Wien
- 1824:  Fensterbemalung mit Habsburgerporträts und Wappen in Laxenburg, vollendet von Wilhelm Vörtel.